# Ochthebius corcyraeus
Ochthebius corcyraeus es una especie de escarabajo del género Ochthebius, familia Hydraenidae. Fue descrita científicamente por Jaech en 1990.
Se distribuye por el noroeste de Grecia (en la isla Corfú). Mide 2,1 milímetros de longitud.